# Copa Aerosur 2003
La Copa Aerosur de 2003 fue la 1ª versión del torneo amistoso de carácter anual que organizaba esta línea aérea boliviana. Se jugó en tres ciudades, La Paz, Cochabamba y Santa Cruz de la Sierra con la participación de 6 de los equipos denominados "grandes" de la Liga Boliviana. Bolívar rechazó la invitación a jugar.

### Formato
Se llevó a cabo entre el 26 de enero y el 16 de marzo del 2003 en una fase de grupos, semifinales y finales:

### Primera fase
Los equipos compiten en 2 grupos de 3 equipos. Dentro de cada grupo se juega todos contra todos, un equipo descansa por fecha, para un total de 6 fechas. Los dos mejores equipos de cada grupo clasifican a las semifinales.

#### Grupo A
| Equipo | Equipo        | Pts | PJ | G | E | P | GF | GC | DIF |
| ------ | ------------- | --- | -- | - | - | - | -- | -- | --- |
| 1      | Aurora        | 5   | 4  | 1 | 2 | 1 | 7  | 7  | 0   |
| 2      | The Strongest | 5   | 4  | 1 | 2 | 1 | 6  | 6  | 0   |
| 3      | Blooming      | 5   | 4  | 1 | 2 | 1 | 3  | 3  | 0   |

|  |                              |
|  | Clasificados a la Semifinal. |
|  | Eliminados.                  |

Pts=Puntos; PJ=Partidos jugados; G=Partidos ganados; E=Partidos empatados; P=Partidos perdidos; GF=Goles a favor; GC=Goles en contra
 Resultados del Grupo A 
| The Strongest | 3 - 1 | Aurora | Hernando Siles | 26 de enero | 15:30 |

Libre: Blooming
| Blooming | 2 - 0 | The Strongest | Ramón Tahuichi Aguilera | 29 de enero | 20:30 |

Libre: Aurora
| Aurora | 2 - 0 | Blooming | Félix Capriles | 2 de febrero | 15:30 |

Libre: The Strongest
| Aurora | 3 - 3 | The Strongest | Félix Capriles | 5 de febrero | 20:00 |

Libre: Blooming
| The Strongest | 0 - 0 | Blooming | Hernando Siles | 9 de febrero | 15:30 |

Libre: Aurora
| Blooming | 1 - 1 | Aurora | Ramón Tahuichi Aguilera | 12 de febrero | 20:30 |

Libre: The Strongest

#### Grupo B
| Equipo | Equipo            | Pts | PJ | G | E | P | GF | GC | DIF |
| ------ | ----------------- | --- | -- | - | - | - | -- | -- | --- |
| 1      | Wilstermann       | 7   | 4  | 2 | 1 | 1 | 7  | 5  | +2  |
| 2      | Oriente Petrolero | 6   | 3  | 2 | 0 | 1 | 8  | 3  | +5  |
| 3      | San José          | 1   | 3  | 0 | 1 | 2 | 3  | 10 | -7  |

|  |                              |
|  | Clasificados a la Semifinal. |
|  | Eliminados.                  |

Pts=Puntos; PJ=Partidos jugados; G=Partidos ganados; E=Partidos empatados; P=Partidos perdidos; GF=Goles a favor; GC=Goles en contra
 Resultados del Grupo B 
| Wilstermann | 2 - 1 | Oriente Petrolero | Félix Capriles | 26 de enero | 16:00 |

Libre: San José
| San José | 0 - 3 | Wilstermann | Jesús Bermúdez | 29 de enero | 19:00 |

Libre: Oriente Petrolero
| Oriente Petrolero | 5 - 1 | San José | Ramón Tahuichi Aguilera | 2 de febrero | 18:00 |

Libre: Wilstermann
| Oriente Petrolero | 2 - 0 | Wilstermann | Ramón Tahuichi Aguilera | 5 de febrero | 20:30 |

Libre: San José
| Wilstermann | 2 - 2 | San José | Félix Capriles | 9 de febrero | 15:30 |

Libre: Oriente Petrolero
| San José | (*) | Oriente Petrolero | Jesús Bermúdez | 12 de febrero | 20:00 |

Libre: Wilstermann
(*) Partido aplazado debido a los conflictos sociales, como el partido sólo era por cumplir se decidió no jugarlo.

## Semifinales
| 16 de febrero de 2003 | Oriente Petrolero                | 2:1' | Aurora                  | Estadio Ramón Tahuichi Aguilera, Santa Cruz de la Sierra |                                |
|                       | Claudio Biaggio 25' PT, 45+2' ST |      | 17' ST Leonardo Luppino | Asistencia: 8.000 espectadores                           | Asistencia: 8.000 espectadores |

| 21 de febrero de 2003 | Aurora           | 1:1' | Oriente Petrolero      | Estadio Félix Capriles, Cochabamba                         |                                                            |
|                       | Hugo Ruiz 10' PT |      | 41' ST Claudio Biaggio | Asistencia: 8.000 espectadores Árbitro(s): Wilfredo Ortuño | Asistencia: 8.000 espectadores Árbitro(s): Wilfredo Ortuño |

| 23 de febrero de 2003 | The Strongest                                                       | 3:0' | Wilstermann | Estadio Hernando Siles, La Paz                          |                                                         |
|                       | Sandro Coelho 22' PT Diego Cabrera 30' PT Rubén Darío Gigena 39' ST |      |             | Asistencia: 5.000 espectadores Árbitro(s): Ángel García | Asistencia: 5.000 espectadores Árbitro(s): Ángel García |

| 2 de marzo de 2003 | Wilstermann          | 1:0(5-4)(*) | The Strongest | Estadio Félix Capriles, Cochabamba                            |                                                               |
|                    | Thiago Leitāo 4' ST. |             |               | Asistencia: 15.000 espectadores Árbitro(s): Robert Villarroel | Asistencia: 15.000 espectadores Árbitro(s): Robert Villarroel |

(*)Wilstermann ganó 5-4 en la definición por penales.

## Final
| 1 de febrero de 2009 | Oriente Petrolero      | 1:0' | Wilstermann | Estadio Nueva España, Buenos Aires                         |                                                            |
|                      | Claudio Biaggio 32' ST |      |             | Asistencia: 2.000 espectadores Árbitro(s): Hebert Aguilera | Asistencia: 2.000 espectadores Árbitro(s): Hebert Aguilera |

| Campeón 2003 Oriente Petrolero Primer Título |